# Rospo (album)
Rospo è il secondo album dei Quintorigo, pubblicato in Italia nel 1999.

## Tracce
1. Kristo, sí! (Radio Edit) (4:00)
2. Rospo (3:40)
3. Nero Vivo (3:39)
4. Zapping (2:22)
5. Sogni o Bisogni? (4:06)
6. Tradimento (5:01)
7. Deux Heures de Soleil (4:02)
8. Momento Morto (4.00)
9. Heroes (6:00)
10. We Want Bianchi (2.58)
11. Kristo, sí! (Vocal Drum Slow Dub Version) (4.59)